# La Pineda (Montclar)
La Pineda és una masia del terme municipal de Montclar (Berguedà). L'edifici, d'ús agrícola, està situat al sud del poble i la Rectoria de Montclar, al sud-oest de la Roca de les Sitges (752 m) i pròxim a la font i la rasa de la Pineda (oest).